# Meren Re
Meren Re – drugi studyjny album zespołu Moonlight. Został wydany w marcu 1997 roku, przez wytwórnię Metal Mind Productions.

## Lista utworów
opracowano na podstawie Encyclopaedii Metallum
1. „La Dance Macabre” (2:49)
2. „Melpomena” (4:34)
3. „Dies Irae (Dzień Sądu)” (3:51)
4. „Góra I Dół” (3:51)
5. „Trochę Późniejsze Popołudnie” (5:07)
6. „To Co Za Drzwiami” (4:59)
7. „Cha-Nefer-Meren-Re” (5:26)
8. „Meren Re” (4:58)
9. „Głosy” (3:20)
10. „Shahre Gholgotha (Miasto Krzyku)” (4:23)
11. „Wiem” (4:46)
12. „Tu” (3:44)
13. „Inter Sacrum” (3:37)